# Alpinismo industrial

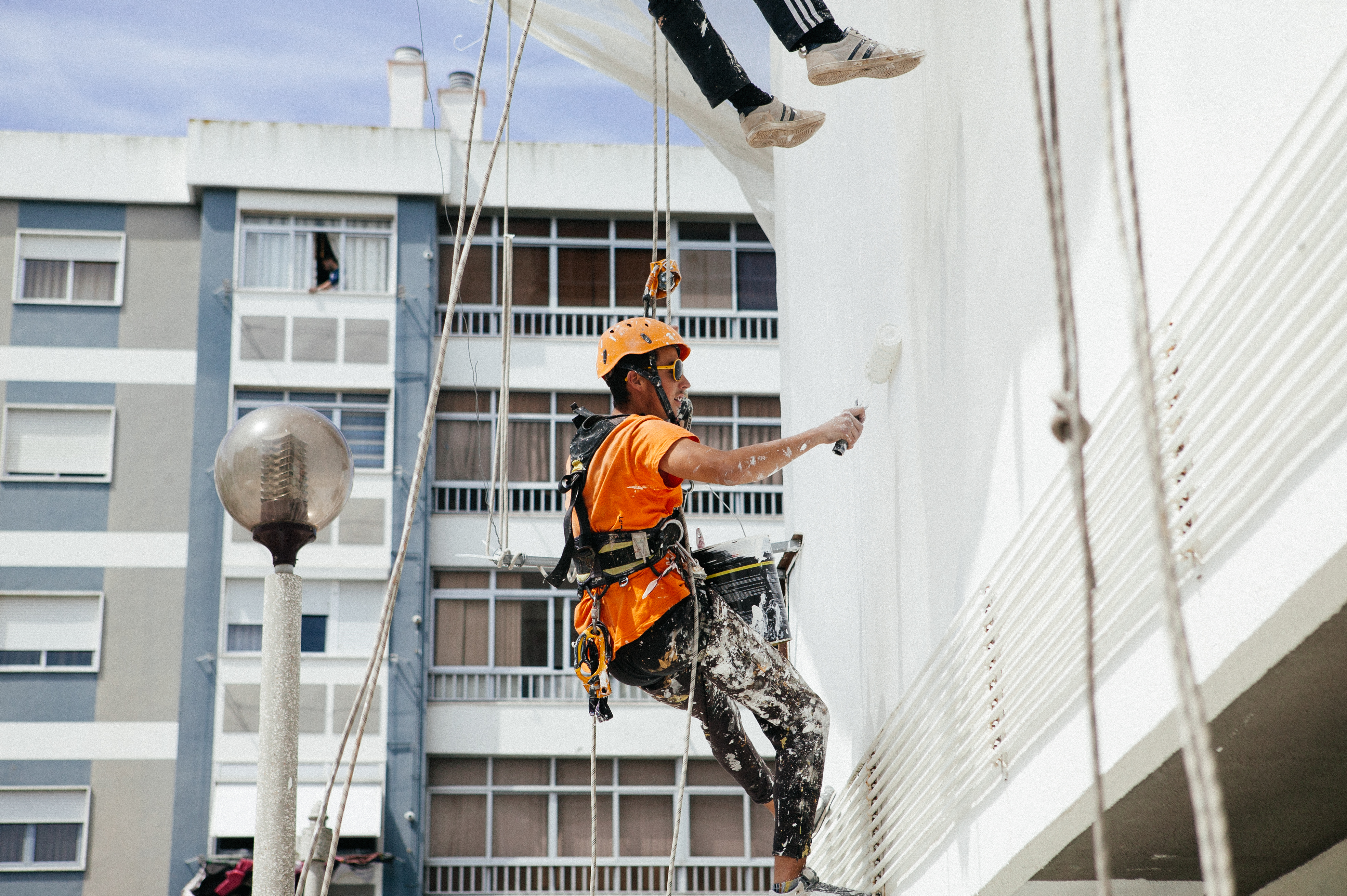
Trabalhador em rappel a executar trabalhos de pintura na fachada de um edifício residencial em Lisboa

Lavagem dos vidros da fachada via alpinismo na Cidade do Cabo

Trabalhadores a fixar o material de alpinismo para iniciar a descida

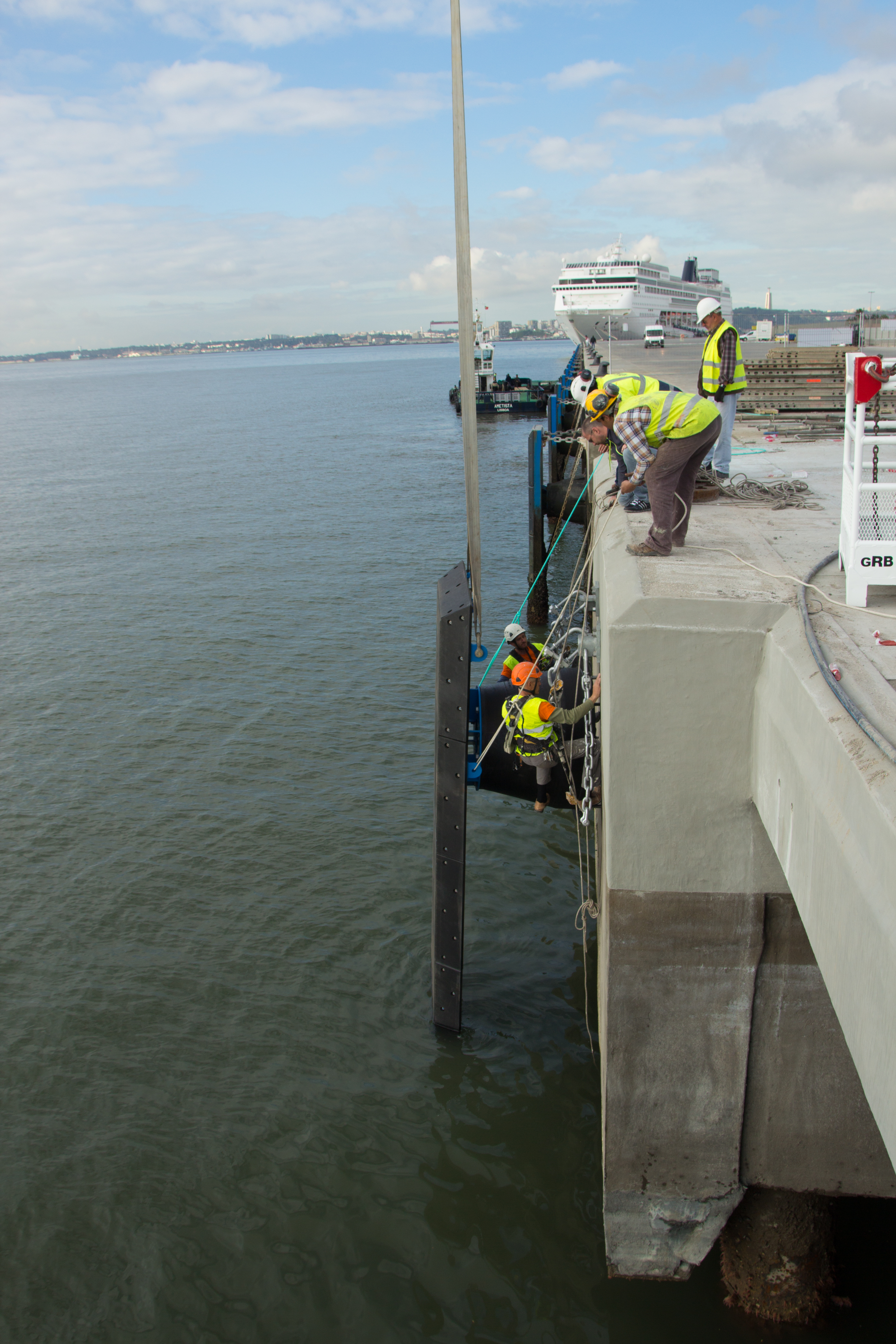
Instalação de defensas num porto marítimo com ajuda de alpinistas industriais

Alpinismo industrial (mais vulgarmente conhecido por rappel ou acesso por corda) é uma tecnologia de execução de trabalhos em altura em obras de construção civil, permitindo aos trabalhadores alcançar locais de difícil acesso, sem o recurso a estruturas de apoio e onde estruturas como andaimes, plataformas elevatórias ou bailéus têm o acesso muito limitado. É um método alternativo para a inspecção, manutenção e reparação de fachadas de edifícios e outras estruturas industriais e residenciais. 
O local de trabalho do técnico alpinista é equipado por uma corda destinada a utilização profissional em zonas de difícil acesso, que lhe permite executar descidas e subidas e movimentar-se livremente, com equipamentos de fixação das cordas onde não existam locais que permitam a ancoragem das mesmas, arnês para garantir a segurança e o conforto do trabalhador, um sistema anti queda, que em caso de choque ou de aceleração súbita, trava a corda e pára o trabalhador, entre outros materiais de segurança e mobilidade como descensores, linhas de vida, capacetes, mosquetões, entre outros.
O alpinismo industrial é requisitado em projectos onde os dispositivos de elevação, plataformas ou andaimes tornam-se impraticáveis por razões económicas, estruturais, dificuldades técnicas ou simplesmente devido à inacessibilidade do local.
As aplicações do alpinismo industrial são muito vastas, mas as mais comuns incluem a inspecção, manutenção, reabilitação e construção de edifícios, pontes e viadutos, barragens, turbinas eólicas, portos marítimos, embarcações, guindastes, estádios, silos e tanques industriais, torres de transmissão, estruturas metálicas, torres e chaminés industriais, edifícios e instalações industriais. Trabalhos como a limpeza, decapagem, pintura, soldagem, reparação, corte e manuseio de material pesado pode ser realizado por profissionais de acesso por cordas, usando procedimentos especificamente destinados para o efeito.
Para que o técnico de construção possa obter especialização em alpinismo industrial, terá de passar por um programa de treino numa instituição profissional de acesso por corda. O programa de treino inclui uma preparação psicológica e profissional, aprendizagem dos procedimentos técnicos e de segurança[carece de fontes?]. Os técnicos de acesso por cordas são agrupados em três categorias, dependendo da sua experiência e nível de avaliação.
Não é permitida a prática de alpinismo industrial a pessoas sem documento comprovativo da obtenção de formação adequada, aptidão médica e conhecimento dos procedimentos de segurança.
Em muitos países existem Organizações de Alpinismo Industrial (por exemplo: Rope Access Technicians (SPRAT) nos EUA e Canadá, The Industrial Rope Trade Association (IRATA) no Reino Unido, FISAT – Das gütesiegel für höhenzugang na Alemanha), cuja missão é fornecer as medidas de segurança no trabalho de alpinistas industriais profissionais. A indústria utiliza a norma internacional ISO 22846, que estabelece os requisitos básicos para a realização de trabalhos de construção civil em altura sem recurso a estruturas de apoio, fonte alpinismo industrial.

## História
Um exemplo clássico de inovação na indústria da construção e o surgimento do alpinismo industrial ocorreu durante a construção da barragem Hoover no início de 1930, onde a estabilização das paredes deterioradas do desfiladeiro era uma prioridade importante antes do início da construção. 
As paredes do desfiladeiro deterioravam-se devido ao congelamento e descongelamento das águas acumuladas nas fissuras do desfiladeiro. Nesse caso, o trabalho foi realizado com sucesso por mineiros, conhecidos como "desincrustadores", acedendo às paredes do desfiladeiro utilizando uma única corda como um cabo de segurança, transportando o seu equipamento com eles. No entanto, devido aos equipamentos primitivos e o incumprimento de normas de segurança, houve um grande número de vítimas devido a quedas.
Em meados de 1970, um uso muito mais seguro do equipamento descendente e ascendente em cordas suspensas se tornou comum no desporto de espeleologia. 
Igualmente técnicas e equipamentos melhorados foram utilizados mais uma vez na indústria da construção, desta vez em França, para a estabilização e contenção dos riscos de queda de rochedos de um penhasco acima de uma igreja. 
No início de 1980, as possibilidades e vantagens de utilizar o alpinismo com as técnicas e equipamentos de espeleologia foram reconhecidas, aperfeiçoadas, e o método tornou-se mais amplamente usado na indústria da construção na Europa, conduzindo à criação da profissão atualmente conhecida como rope access, ou seja, acesso por corda — o alpinismo industrial.
Em meados da década de 1990, foram novamente feitos aperfeiçoamentos, e o alpinismo Industrial começou a crescer nos Estados Unidos e no resto do mundo.

## Vantagens
Em comparação com os métodos tradicionais de acesso, a natureza leve e flexível do Alpinismo Industrial proporciona muitas vantagens, como: 
1. Custo-benefício — o acesso por corda é um método económico, porque não inclui a montagem e/ou desmontagem de andaimes, por sua vez poupa tempo e necessita de menor quantidade de mão-de-obra;
2. Eficiente e rápido — sistemas de acesso por corda são instalados e desmontados rapidamente. Menos tempo em montagens e desmontagens significa menos tempo de inatividade e mais tempo em obra. O equipamento de alpinismo permite ao técnico alcançar as áreas mais confinadas e inacessíveis de qualquer edifício ou estrutura;
3. Segurança — segundo um estudo realizado pela IRATA sobre o número de lesões ocorridas em multiplas indústrias, técnicos alpinistas formados são os profissionais que correm o menor risco de ferimento, acidente ou qualquer perigo no local de trabalho, encontrando-se no fim da tabela de número de lesões e ferimentos, abaixo de todas as categorias;[12]
4. Solução ideal — no caso de uma altitude muito elevada (torres de transmissão, aerogeradores), ou estruturas sobre a água (pontes, barragens, viadutos) — alpinismo industrial é a opção mais prática e vantajosa para a pintura e restauro das mesmas;
5. Produtividade — os trabalhos de reparação realizados pelos alpinistas industriais, não implicam a interrupção dos processos de produção da indústria, independentemente da complexidade das obras a realizar;
6. Facilidade de acesso — acesso fácil e rápido às estruturas com o mínimo de equipamentos necessários. Não possui limitações em altura e chega facilmente a zonas de acesso limitado;
7. Montagem — rapidez de instalação e desocupação dos locais de obra. O sistema de alpinismo industrial pode ser montado e desmontado rapidamente, maximizando a produtividade;
8. Discrição e comodidade — mínimo de perturbação das áreas adjacentes ao local de trabalho — o acesso às estruturas é feito independentemente das condições do local, como escavações ou edifícios e estruturas adjacentes, passagens estreitas, pontes ou viadutos, plataformas sobre as águas, etc.;
9. Flexibilidade e versatilidade — devido à rapidez e flexibilidade do sistema, mobilização e desmobilização do projeto é minimizado, reduzindo assim os custos e prazos de entrega de obra;
10. Inspeção “in loco” — o acesso por corda permite inspecções tácteis muito próximas do local e em prazos bastante mais curtos que outras formas de acesso;
11. Impacto visual — alpinismo industrial tem um menor impacto visual em estruturas e edifícios. Este aspeto é especialmente relevante em trabalhos com monumentos e estruturas históricas. Igualmente o acesso por corda reduz significativamente o risco de danos de acabamento da fachada ou estrutura.